# Aleksej Brusilov
Aleksej Aleksejevitj Brusilov (russisk: Алексей Алексеевич Брусилов, tr. Aleksej Aleksejevitj Brusilov; født 19. august 1853 i Tbilisi, Georgien, Det Russiske Kejserrige, død 17. marts 1926 i Moskva) var en russisk general under 1. verdenskrig.
Brusilov blev født i Tbilisi af en russisk far og polsk mor. Han blev uddannet ved det prestigefyldte kejserlige page-korps i St. Petersborg og deltog senere i Den russisk-tyrkiske krig 1877-1878. I 1906 blev han udnævnt til general. Da 1. verdenskrig brød ud, var Brusilov 61 år og fik kommandoen over den russiske ottende armé i Galicien, og senere fik han kommandoen over de russiske styrker, som stod over for de østrig-ungarske styrker i sydvest.
Han ledede den såkaldte Brusilovoffensiv mod Centralmagterne 4. juni – 20. september 1916, og denne er regnet som den største, men også den sidste russiske, militære sejr under 1. verdenskrig og et af de blodigste slag i historien. Offensiven bragte de russiske styrker helt frem til foden af Karpaterne og svækkede den østrig-ungarske hær stærkt.
Efter Februarrevolutionen blev Brusilov 4. juni 1917 udnævnt til øverstkommanderende for den russiske hær, men måtte gå af allerede i august samme år efter politisk strid. Brusilov deltog ikke i indledningen af Den russiske borgerkrig, men i 1920 blev han af bolsjevikkerne sat til at være inspektør for kavaleriet i Den Røde Hær, men blev ikke sat i aktiv kamp.